# Вилтон Сентер (Конектикат)
Вилтон Сентер (енгл. Wilton Center) насељено је место без административног статуса у америчкој савезној држави Конектикат.

## Демографија
По попису из 2010. године број становника је 732.
| Група             | 2000.    | 2010.       |
| Белци             | 0 (0,0%) | 598 (81,7%) |
| Афроамериканци    | 0 (0,0%) | 27 (3,7%)   |
| Азијати           | 0 (0,0%) | 74 (10,1%)  |
| Хиспаноамериканци | 0 (0,0%) | 26 (3,6%)   |
| Укупно            | 0        | 732         |